# 甩手疗法
甩手疗法本來是文革特有的健身法之一，基本思想是“甩动两手，能够健身”，后来又号称“甩手疗法包治百病”。一时间，人们纷纷不停甩手，各单位推广了甩手操，以取代广播体操。
這種運動的風氣在1980年代初期傳到香港，不少人把甩手操的方法及療效印成小冊子，放在寺廟裡供善信取閱。